# Josef Brunhart (Politiker)
Josef Brunhart (* 2. Januar 1854 in Balzers; † 26. Dezember 1914 in Vaduz) war ein liechtensteinischer Architekt und Politiker.

## Leben
Josef Brunhart war ein Sohn des Engel-Wirtes Andreas Callistus Brunhart und dessen Frau Nothburga (geborene Schlegel). Die späteren Landtagsabgeordneten Christian und Heinrich Brunhart waren seine Brüder. Er war ein Bürger der Gemeinde Balzers und besuchte die dortige Elementarschule, sowie danach für zwei Jahre die Landesschule in Vaduz. Später besuchte Brunhart eine Baugewerbeschule in Stuttgart und arbeitete als Bauführer in Deutschland und Österreich-Ungarn. Anschliessend absolvierte er ein Architekturstudium in Stuttgart und wurde in einem Mannheimer Architekturbüro tätig. Von 1888 bis 1913 war er Stadtbaumeister und Stadtbauinspektor in Ludwigshafen am Rhein. 1913 kehrte er nach Liechtenstein zurück und liess sich in Vaduz nieder. 1914 wurde er in den Landtag des Fürstentums Liechtenstein gewählt. Als Abgeordneter bekleidete er das Amt des Landtagsvizepräsidenten. Nachdem Brunhart jedoch bereits im Dezember desselben Jahres verstorben war, rückte Wendelin Kindle für ihn in den Landtag nach.
Josef Brunhart war mit Maria Berta Schlegel († 1913) verheiratet.